# Destilación catalítica
La destilación catalítica es una rama de la destilación reactiva que combina los procesos de destilación y catálisis para separar selectivamente las mezclas dentro de las soluciones. Su función principal es maximizar el rendimiento de las reacciones orgánicas catalíticas, como la refinación de la gasolina. Se pensó que el primer caso de destilación catalítica se remonta a 1966; sin embargo, la idea fue patentada oficialmente en 1980 por Lawrence A. Smith, Jr. El proceso se usa actualmente para purificar gasolina, extraer caucho y formar plásticos. 

## Catalizadores
Los catalizadores utilizados para la destilación catalítica se componen de diferentes sustancias y se empaquetan en diferentes objetos.  La mayoría de los catalizadores son ácidos en polvo, bases, óxidos metálicos o haluros metálicos. Estas sustancias tienden a ser altamente reactivas, lo que puede acelerar significativamente la velocidad de la reacción y hacer que sean catalizadores efectivos.
Las formas en las que se empaquetan los catalizadores deben poder formar una disposición geométrica consistente para proporcionar una separación igual en el lecho del catalizador (un área en la columna de destilación donde el reactivo y el catalizador entran en contacto para formar los productos).  Este espacio está destinado a garantizar que los catalizadores se distribuyan uniformemente dentro de la columna.  El lecho del catalizador debe ser muy espacioso (aproximadamente 50% vacío) para que cualquier reactivo gaseoso evaporado pueda catalizar y formar productos gaseosos.  El lecho del catalizador también debe poder contraerse y expandirse, ya que puede tener que responder a los cambios de presión dentro de la columna.
Antes de empacar los catalizadores en la forma, primero se empacan en algo poroso como una tela o malla de alambre. La tela puede estar hecha de algodón, fibra de vidrio, poliéster, nailon u otros materiales similares.  La malla está generalmente hecha de aluminio, acero o acero inoxidable.
En términos de formas, los catalizadores generalmente se envasan en anillos, monturas, bolas, láminas, tubos o espirales. Estas formas tienden a estar hechas de fibra de vidrio, teflón y metales no reactivos. Antes de introducir los catalizadores en el sistema, se embolsan, se fijan en rejillas o rejillas de metal o se colocan en espumas de polímero.

## Proceso
Dentro de la columna de destilación catalítica, los reactivos líquidos se catalizan mientras se calientan simultáneamente.  Como resultado, los productos comienzan a vaporizarse inmediatamente y se separan de la solución inicial.  Al catalizar y calentar los reactivos en el mismo instante, los productos recién formados se eliminan rápidamente del sistema.  Con la falta de los productos, el principio de Le Chatelier entra en vigencia y forma nuevos productos a partir de los reactivos para reemplazar los productos eliminados.  Como los productos salen continuamente, el sistema nunca alcanza el equilibrio.  La formación continua de productos hace que la reacción logre su finalización.

## Reflujo
En la mayoría de las reacciones llevadas a cabo por destilación catalítica, los reactivos son a menudo más volátiles que los productos. Debido a esto, un sistema de reciclaje interno, conocido como reflujo, se implementa justo después del condensador (un área dentro de la columna donde los gases que se escapan se enfrían a líquidos). El reflujo transfiere el vapor concentrado de nuevo al área del catalizador. El reflujo también devuelve una porción de los líquidos condensados a la columna para garantizar que solo se capturen los productos con los puntos de ebullición más bajos. A medida que el reflujo retorna mezclas impuras, los catalizadores se lavan para un uso prolongado.

## Tipos de reacciones
Las reacciones dentro de las columnas de destilación catalítica incluyen:
- Dimerización : formando una única molécula a partir de dos monómeros con enlaces débiles o fuertes.
- polimerización - formando una molécula tridimensional a partir de múltiples monómeros.
- eterificación - la formación de una molécula mediante la unión de dos grupos CH N (alcano) alrededor de un oxígeno átomo.
- esterificación - formando una molécula a partir de un ácido con oxígeno (oxoácido) y una molécula que contiene un grupo OH (hidroxilo).
- isomerización : cambiar la estructura de una molécula sin cambiar sus elementos individuales y sus respectivas cantidades.
- alquilación : transferir un grupo CHn de una molécula a otra.
- hidrogenación - añadiendo átomos de hidrógeno a una molécula.
- deshidrogenación - separando los átomos de hidrógeno de una molécula.

## Mejoras de la destilación de dos columnas
En la destilación en dos columnas, la obtención del producto deseado requiere una columna para catálisis y luego una columna para destilación. Esto significa que la empresa de destilación tendría que financiar la construcción de dos columnas grandes, así como un método para transportar el contenido de una columna a otra.  Con la destilación catalítica, la compañía solo necesita financiar una columna que elimine tanto el costo de una segunda columna como el costo de mover químicos de una columna a otra.  Esta optimización reduce los costos generales a casi la mitad del costo original.
Además de reducir los costos, la destilación catalítica es un hito en la eficiencia y la eficacia.  Se gasta menos tiempo porque no es necesario mover los contenidos de una columna a otra.  Además, el porcentaje de rendimiento de los reactivos a los productos aumentó en algunas reacciones del 96-97% al 99.9%.